# Rodrigo Mejía Saldarriaga
Rodrigo Mejía Saldarriaga (Medellín, 5 settembre 1938) è un vescovo cattolico colombiano.

## Biografia
Nel 1965 è entrato nel noviziato di Santa Rosa, proseguendo gli studi di "umanidades" e "scienze" sempre a Santa Rosa. Dal 1962 al 1964 ha studiato filosofia all'Università "Javeriana" di Bogotà, dove ha ottenuto la licenza. L'anno dopo ha iniziato la sua prima esperienza missionaria di due anni nel Congo, dove ha seguito i corsi di "magistero" nei Collegi dei Gesuiti di Léopoldville e Koyo Central. Rientrato in Colombia nel 1967, ha studiato teologia all'Università "Javeriana" di Bogotà, dove ha ottenuto la licenza nel 1970.
Il 13 dicembre 1969 è stato ordinato sacerdote e, nel 1976, ha fatto la professione dei voti perpetui nella Compagnia di Gesù.

## Incarichi
Dal 1970-1975: Missionario itinerante e pastorale parrocchiale a Popokabaka e Kimwenza, (R.D.C.); 1976-1979: Dottorato in Teologia Spirituale alla Pontificia Università Gregoriana, a Roma; 1980-1994: Docente di Teologia e Rettore dell'Istituto Pedro Canisio, docente del Seminario Maggiore di Kimwenza; 1985-1994: Docente di Teologia nell'Hekima College di Nairobi. Ha svolto pure attività pastorale diretta in una parrocchia alla periferia di Nairobi; 1994-1995: a Roma per l'anno sabbatico; 1995-1998: Provinciale dei Gesuiti dell'Africa Orientale; 1998-2001: Missionario in Etiopia. Responsabile del Segretariato Cattolico di Addis Abeba. Dal 2001 è Direttore del Galilee Centre, casa di formazione 40 km da Addis Abeba.
Il 5 gennaio 2007 papa Benedetto XVI lo ha nominato vicario apostolico di Soddo-Hosanna in Etiopia assegnandogli la sede titolare vescovile di Vulturia.
Il 20 gennaio 2010, in seguito alla divisione del vicariato apostolico, è divenuto vicario apostolico di Soddo, incarico da cui si è dimesso il 12 gennaio 2014 per aggiunti limiti di età.

## Genealogia episcopale
La genealogia episcopale è:
- Cardinale Scipione Rebiba
- Cardinale Giulio Antonio Santori
- Cardinale Girolamo Bernerio, O.P.
- Arcivescovo Galeazzo Sanvitale
- Cardinale Ludovico Ludovisi
- Cardinale Luigi Caetani
- Cardinale Ulderico Carpegna
- Cardinale Paluzzo Paluzzi Altieri degli Albertoni
- Papa Benedetto XIII
- Papa Benedetto XIV
- Papa Clemente XIII
- Cardinale Marcantonio Colonna
- Cardinale Giacinto Sigismondo Gerdil, B.
- Cardinale Giulio Maria della Somaglia
- Cardinale Carlo Odescalchi, S.I.
- Cardinale Costantino Patrizi Naro
- Cardinale Lucido Maria Parocchi
- Papa Pio X
- Papa Benedetto XV
- Papa Pio XII
- Cardinale Eugène Tisserant
- Vescovo Hailé Mariam Cahsai
- Arcivescovo Asrate Mariam Yemmeru
- Cardinale Paulos Tzadua
- Cardinale Berhaneyesus Demerew Souraphiel, C.M.
- Vescovo Rodrigo Mejía Saldarriaga, S.I.